# Walter Dirks
Prof. Dr. h.c. Walter Dirks (né le 8 janvier 1901 à Hörde, Dortmund, et mort le 30 mai 1991 à Wittnau près de Fribourg-en-Brisgau) est un journaliste, écrivain et éditorialiste allemand catholique.

## Biographie
Dirks a été le secrétaire de Romano Guardini à Berlin et occupait une position dirigeante au sein du mouvement Quickborn. De 1923 jusqu'à sa dissolution par les nazis en 1934 il était rédacteur au journal "Rhein-Mainischen Volkszeitung" (gauche catholique). Dirks militait pour l'union entre le Zentrumspartei et la social-démocratie et rejetait le nazisme sans toutefois être un résistant actif. Avec Theodor Steinbüchel, il s'est intéressé aux écrits de jeunesse de Karl Marx. 
En 1934 Dirks était critique musical au Frankfurter Zeitung. Bien qu'il n'exprimait alors aucun commentaire politique, il a fait l'objet en 1943 d'une interdiction professionnelle et a alors travaillé pour les éditions Herder (Fribourg-en-Brisgau).
Après la Seconde Guerre mondiale Dirks a joué un rôle actif dans la reconstruction de la société civile de Francfort et y a initié la constitution de la CDU. Mais sa vision d'une osmose de la chrétienté et du socialisme n'a pas réussi à imprégner durablement le parti et il s'est retiré. Avec Eugen Kogon et Clemens Münster, il a alors publié à partir de 1946 les Cahiers de Francfort, qui préconisaient la construction d'une démocratie sur la base d'un socialisme chrétien. À partir de 1949, il a été commentateur de politique intérieure à la Südwestfunk et a travaillé simultanément (de 1953 à 1956) à l'Institut de recherche sociale de Fancfort. Il y a publié avec Theodor W. Adorno les "Contributions sociologiques de Francfort". De 1965 à 1967 il a dirigé le département culturel de la Westdeutscher Rundfunk à Cologne.
Des années 1950 aux années 1980, Dirks a exprimé le point de vue des minorités critiques du catholicisme allemand. De nombreuses distinctions l'ont élevé au rang de « porte-parole de la conscience morale d'une communauté » (Gustav Heinemann).
Walter Dirks était marié avec Marianne Dirks née Ostertag (1913-1993).

## Prix Walter Dirks (Francfort-sur-le-Main)
(2000–2005: Prix Walter et Marianne Dirks)
Le prix distingue des hommes ou des femmes qui s'efforcent d'établir des ponts entre les confessions religieuses, la société civile et les partis politiques. Il se situe dans la tradition d'éthique sociale du catholicisme. Le jury est constitué de Franzwalter Nieten, St. Gallus – Francfort, Karl Koch, Katholisches Bildungswerk – Francfort, et Thomas Seiterich-Kreuzkamp, rédacteur "Publik-Forum". Les jurés sont des journalistes ou des syndicalistes, des hommes politiques et des religieux.
Lauréats : 
- 1995 – Alois Schardt (1926-1998), alors directeur des programmes de la ZDF
- 1996 – Joachim Garstecki (né en 1942), secrétaire général de la section allemande de Pax Christi
- 1997 – Rita Süssmuth, présidente du Bundestag
- 1998 – Herbert Leuninger (né en 1932) et Ernst Leuninger (né en 1933), prêtre
- 1999 – Rupert Neudeck (né en 1939), journaliste, fondateur de Deutsche Notärzte e.V.
- 2000 – Harald Pawlowski (né le 26 février 1930), coéditeur de Publik-Forum
- 2002 – Ursula Trautwein (* 1932) et Dieter Trautwein (1928-2002)
- 2003 – Wolfgang Thierse (* 1943), président du Bundestag
- 2005 – Hejo Manderscheid (* 1954), directeur de Caritas dans le diocèse de Limburg
- 2010 – Friedhelm Hengsbach SJ (* 1937), professeur d'éthique sociale

## Publications (sélection)
- Erbe und Aufgabe 1931
- Die Antwort der Mönche 1952
- War ich ein linker Spinner? 1983
- Der singende Stotterer - Autobiographische Texte 1983
- Gesammelte Schriften, 8 volumes, 1987-1991

## Distinctions
- 1981 - Prix frère et sœur Scholl pour War ich ein linker Spinner?
- 1986 - citoyen d'honneur de la ville de Dortmund et de son quartier de Wittnau

## Source
- (de) Cet article est partiellement ou en totalité issu de l’article de Wikipédia en allemand intitulé « Walter Dirks » (voir la liste des auteurs).